# Silvado
 Silvado  é uma planta  da família Rosaceae, espécies endémica da ilha da Madeira e Canárias com a denominação Rubus grandifolius Lowe.   
Apresenta-se como um arbusto lenhoso perene e trepador com caules robustos, arqueados, angulosos, providos de acúleos, com 3 milímetros. Apresenta-se com caules e eixos das inflorescências com glândulas pediceladas vermelhas ou purpúreas. 
As folhas desta planta apresentam 5 foliolos grandes, ovado-oblongos, sendo o terminal até 18 centímetros. 
Esta planta tem flores numerosas reunidas numa inflorescência piramidal, ampla; pétalas brancas obovadas de até 18 milímetros. 
O fruto com a forma de múltiplas drupas, é carnudo, subgloboso a cilíndrico, negro quando maduro.
Trata-se de uma espécie endémica da ilha da Madeira, que vive nas orlas das florestas da Laurissilvas e outros locais húmidos e sombrios.
Esta planta apresenta floração entre Junho e Setembro.
Ao longo dos tempos os seus frutos (amoras) que são comestíveis, foram usados na alimentação em crús bem como para fazer doces, compotas e licores.